# Ciclismo ai Giochi della XXXI Olimpiade - Velocità a squadre maschile
Le gare di velocità a squadre maschile dei Giochi della XXXI Olimpiade furono corse il 12 e 13 agosto al Velódromo Municipal do Rio. La medaglia d'oro fu vinta dalla selezione britannica, composta da Callum Skinner, Jason Kenny e Philip Hindes per la terza volta consecutiva.